# Asbjørn Sennels
Asbjørn Sennels (Brabrand, 17 gennaio 1979 – 9 luglio 2023) è stato un calciatore danese, di ruolo difensore.

## Biografia
Era nipote del compositore Richard Sennels. Crebbe ad Aarhus, dove frequentò il liceo. 
Giocò inizialmente nelle squadre della serie inferiore Braband IF e IK Skovbakken. La sua svolta si ebbe nella stagione 1999-2000 al Viborg FF: Sennels disputò un totale di 167 partite di campionato come terzino sinistro fino al 2010. 
Dal 2004 al 2007 Sennels vestì la maglia del Brøndby IF. Nel 2000 e 2001 fece parte della nazionale danese Under 21. Nel 2003 e nel 2004, Sennels giocò due partite per la nazionale danese. 
Conclusa la sua carriera di calciatore nel 2012, si laureò e divenne insegnante. 
Asbjørn Sennels è morto il 9 luglio 2023 a 44 anni, a causa di un tumore polmonare che gli era stato diagnosticato solo pochi mesi prima.

## Palmarès
- Coppa di Danimarca: 2

Viborg: 1999-2000
Brøndby: 2004-2005
- Campionato danese: 1

Brøndby: 2004-2005